# Герарделло Флорентийский

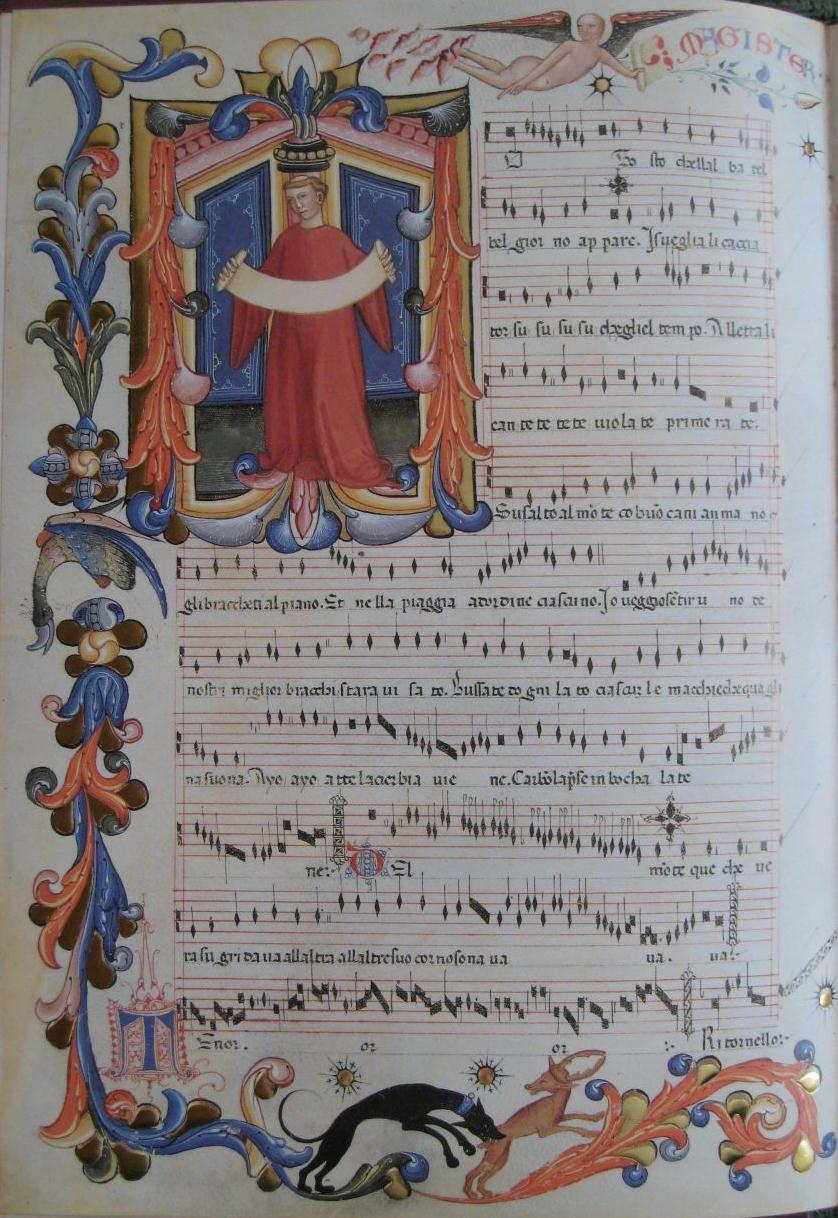
Герарделло Флорентийский. Миниатюра из Кодекса Скварчалупи

Герарде́лло Флорентийский (итал. Gherardello da Firenze, лат. Ghirardellus de Florentia; род. около 1320, ум. во Флоренции в 1362 или 1363) — итальянский композитор периода ars nova.

## Очерк жизни и творчества
Биографические сведения скудны. Впервые Герарделло упоминается в 1343 году как клирик флорентийской церкви св. Репараты ([[:it:Chiesa di Santa Reparata|ит., не сохранилась, на её месте был возведён нынешний кафедральный собор). В 1345 году там же рукоположен в священники, служил в этом чине до 1351-го. Позже занимал должность настоятеля во флорентийской церкви св. Ремигия (ит.). В 1360—1362 годах посещал монастырь святой Троицы, принадлежавший валломброзианскому ордену (вероятно, был членом конгрегации). Данных о Герарделло после 1362 года нет. Его смерть в своём сонете (дата неизвестна) оплакивал Франко Саккетти. Единственное (гипотетическое) изображение Герарделло — на миниатюре в Кодексе Скварчалупи.
Из светской музыки Герарделло сохранились 5 баллат (все одноголосны), 10 двухголосных мадригалов и трёхголосная качча, из духовной музыки — части ординария мессы «Gloria» и «Agnus Dei» (обе пьесы на 2 голоса). Одна из самых популярных ныне композиций Герарделло — баллата «I’ vo’ bene» на слова Н. Солданьери (ит.) — вероятно, была популярной уже во времена треченто, сохранилась её «повышающая» контрафактура — лауда «Chi ama in verità», также XIV века. В мадригалах изредка («Intrando ad abitar», «La bella e la vezzosa») используется канон в унисон — стилистически точно в той же манере, как он реализован в качче «Tosto che l’alba» (одно из самых исполняемых в XX—XXI веках произведений итальянского Треченто). Герарделло владел техникой французского гокета, в мадригале «L’aquila bella» использовал её риторически, на распеве восклицания «O».

## Сочинения
Лучшее издание музыки Герарделло осуществил Н. Пирротта в серии Corpus mensurabilis musicae 8/1 (1954). Его духовные сочинения опубликовали К. фон Фишер и Ф. А. Галло в серии Polyphonic music of the fourteenth century 12 (1976).

### Баллаты
- Dè, poni amor a me
- Donna, l’altrui mirar
- I’ vivo amando sempre
- I’ vo’ bene (Soldanieri)
- Per non far lieto

### Мадригалы
- Allo spirar dell’aire
- Cacciand’un giorno
- Con levrieri e mastini
- Intrando ad abitar
- La bella e la vezzosa
- L’aquila bella (Soldanieri)
- Per prender cacciagion
- Sì forte vola la pernice
- Sotto verdi fraschetti
- Una colomba più

### Каччи
- Tosto che l’alba, a3

### Духовная музыка
- Gloria, a2
- Agnus Dei, a2